# غابرييل هانوت
غابرييل هانوت (6 نوفمبر 1889 – 10 أغسطس 1968) كان لاعب كرة قدم وصحفي فرنسي.
مثلَّ هانوت المنتخب الفرنسي في 12 مناسبة، أولها كانت في الثامن من مارس 1908 ضد سويسرا. لعب 10 مباريات أخرى مع المنتخب قبل اندلاع الحرب العالمية الأولى. بعد الحرب لعب مباراته الأخيرة مع فرنسا، حاملًا شارة القائد، يوم 9 مارس 1919.
بعد تعرضه لحادث طيران قرر التخلي عن مسيرته كلاعب وأصبح صحفيًا.
كان هانوت وزملائه في صحيفة ليكيب أول من اقترح وعمل على تأسيس بطولة كأس أوروبا المعروفة اليوم باسم دوري أبطال أوروبا.

## روابط خارجية
- غابرييل هانوت على موقع قاعدة بيانات كرة القدم.إي يو (الإنجليزية)
- غابرييل هانوت على موقع ناشيونال فوتبول تيمز (الإنجليزية)
- غابرييل هانوت على موقع أوليمبيديا (الإنجليزية)